# Piosenki Mistrza
Piosenki Mistrza – czwarty studyjny album polskiego piosenkarza Pawła Kowalczyka pod pseudonimem artystycznym "Kovalczyk". Wszystkie kompozycje na płycie to utwory z repertuaru Grzegorza Ciechowskiego w nowoczesnych elektronicznych aranżacjach. Płyta nagrywana była pomiędzy lutym 2018 a wrześniem 2019 roku, a jej premiera miała miejsce 11 października 2019 roku.

## Lista utworów
1. "Raz na Milion Lat" – 4:43
2. "Mamona" – 4:00
3. "Telefony" – 3:21
4. "Nie Pytaj o Polskę" – 4:03
5. "Kombinat" – 3:29
6. "Zapytaj Mnie, czy Cię Kocham" – 4:27
7. "Biała flaga" – 4:30
8. "Tak... Tak... To Ja" – 3:13
9. "Śmierć na Pięć" – 3:22

## Autorzy
- Grzegorz Ciechowski – teksty, muzyka
- Zbigniew Krzywański - muzyka (wraz z Ciechowskim) w "Raz na Milion Lat"
- Paweł Kowalczyk – śpiew, aranżacje, programowanie, klawisze, chórki, produkcja
- Rafał Jędruch - saksofony, flet poprzeczny
- Paweł "Bemol" Ładniak - mastering

oraz
- Wiktor Franko - zdjęcia
- Michał Tołwiński - projekt okładki